# Denis Șapovalov
Denis Șapovalov (n. 15 aprilie 1999, Tel Aviv, Israel) este un jucător profesionist de tenis din Canada. Shapovalov se află în prezent pe locul 12 în lume și a fost cel mai tânăr jucător care a intrat în top 30 în 2018. Cea mai bună poziție a sa în clasamentul ATP a fost locul 10. A fost finalist în Cupa Davis cu Canada (2019) și a câștigat un titlu ATP la simplu. La juniori, Șapovalov a fost numărul 2 mondial.

## Viața personală
Chiar dacă are și origini evreiești, el este creștin-ortodox datorită originilor sale ruse. Mama sa este fostă jucătoare de echipă națională a Rusiei și actuală antrenoare.

## Legături externe
- en Denis Șapovalov la Association of Tennis Professionals